# Steve Zuckerman
Stephen Edward "Steve" Zuckerman (sinh ngày 7 tháng 11 năm 1947) là một đạo diễn truyền hình và sân khấu người Mỹ. Ông theo học tại Đại học Michigan và Trường Kịch nghệ Yale, và trở thành Phó Giám đốc Nghệ thuật của Nhà hát IRT sau khi tốt nghiệp. Tại đây, ông đã chỉ đạo biểu diễn các tác phẩm kịch nổi tiếng của Odets như "Clash By Night" và "Brand" của Henrik Ibsen.
Từ năm 1987, ông đã đảm nhiệm vai trò đạo diễn trong một số lượng lớn chương trình truyền hình, chẳng hạn như Full House, The Golden Girls, Murphy Brown, Empty Nest, Friends, The Drew Carey Show, Everybody Loves Raymond, Zoey 101, According to Jim, Melissa & Joey, Anger Management, vv....

## Sự nghiệp điện ảnh
| Năm          | Tựa đề                     | Vai trò  | Ghi chú                                       |
| Năm          | Tựa đề                     | Đạo diễn | Ghi chú                                       |
| ------------ | -------------------------- | -------- | --------------------------------------------- |
| 1987         | Throb                      | Có       | 1 tập, tên được ghi nhận là Stephen Zuckerman |
| 1987         | Pursuit of Happiness       | Có       | 1 tập                                         |
| 1988         | Mr. President              | Có       | 1 tập                                         |
| 1988         | Amen                       | Có       | 1 tập                                         |
| 1988         | Full House                 | Có       | 1 tập                                         |
| 1988         | Duet                       | Có       | 1 tập                                         |
| 1988         | Valerie                    | Có       | 2 tập                                         |
| 1988         | My Sister Sam              | Có       | 2 tập                                         |
| 1989         | The Golden Girls           | Có       | 1 tập                                         |
| 1987-1989    | It's a Living              | Có       | 15 tập                                        |
| 1989         | Heartland                  | Có       | 4 tập                                         |
| 1990         | Singer & Sons              | Có       | 2 tập                                         |
| 1990         | The Fanelli Boys           | Có       |                                               |
| 1993         | Shaky Ground               | Có       | 1 tập                                         |
| 1994         | The George Carlin Show     | Có       | 1 tập                                         |
| 1989-1995    | Empty Nest                 | Có       | 127 tập                                       |
| 1995         | Hope & Gloria              | Có       | 4 tập                                         |
| 1995         | The Crew                   | Có       | 4 tập                                         |
| 1996         | The Show                   | Có       | 2 tập                                         |
| 1995-1996    | New York Daze              | Có       | 12 tập                                        |
| 1996         | Party Girl                 | Có       | 2 tập                                         |
| 1996         | Friends                    | Có       | 2 tập                                         |
| 1997         | North Shore Fish           | Có       |                                               |
| 1997         | Life with Roger            | Có       | 2 tập                                         |
| 1997         | Chicago Sons               | Có       | 2 tập                                         |
| 1996-1997    | Suddenly Susan             | Có       | 5 tập                                         |
| 1997         | Built to Last              | Có       | 2 tập                                         |
| 1997         | World on a String          | Có       | phim truyền hình                              |
| 1998         | Working                    | Có       | 1 tập                                         |
| 1997-1998    | Murphy Brown               | Có       | 11 tập                                        |
| 1995-1999    | The Drew Carey Show        | Có       | 12 tập                                        |
| 1999         | Katie Joplin               | Có       | 3 tập                                         |
| 1999         | The Jamie Foxx Show        | Có       | 6 tập                                         |
| 1999         | Grown Ups                  | Có       | 2 tập                                         |
| 1999         | Oh, Grow Up                | Có       | 1 tập                                         |
| 2000         | Daddio                     | Có       | 1 tập                                         |
| 1998-2000    | Everybody Loves Raymond    | Có       | 13 tập                                        |
| 2000         | Hey Neighbor               | Có       | phim truyền hình                              |
| 1999-2001    | The Norm Show              | Có       | 14 tập                                        |
| 2000-2001    | Nikki                      | Có       | 6 tập                                         |
| 1998-2002    | The Hughleys               | Có       | 23 tập                                        |
| 2002         | Girlfriends                | Có       | 1 tập                                         |
| 2002         | Three Sisters              | Có       | 2 tập                                         |
| 2002-2003    | The In-Laws                | Có       | 6 tập                                         |
| 2003         | A.U.S.A.                   | Có       | 3 tập                                         |
| 2003-2004    | It's All Relative          | Có       | 4 tập                                         |
| 2002-2004    | Good Morning, Miami        | Có       | 12 tập                                        |
| 2004         | The Stones                 | Có       | 1 tập                                         |
| 2004         | Quintuplets                | Có       | 2 tập                                         |
| 2005         | Committed                  | Có       | 3 tập                                         |
| 2005         | Zoey 101                   | Có       | 1 tập                                         |
| 2005         | Living with Fran           | Có       | 3 tập                                         |
| 2005-2006    | All of Us                  | Có       | 2 tập                                         |
| 2003-2006    | What I Like About You      | Có       | 15 tập                                        |
| 2005-2006    | Love, Inc.                 | Có       | 8 tập                                         |
| 2009         | Hannah Montana             | Có       | 1 tập                                         |
| 2005-2009    | According to Jim           | Có       | 11 tập                                        |
| 2009         | Ruby & the Rockits         | Có       | 1 tập                                         |
| 2011         | $#*! My Dad Says           | Có       | 3 tập                                         |
| 2011         | I'm in the Band            | Có       | 1 tập                                         |
| 2011         | Working Class              | Có       | 3 tập                                         |
| 2011         | State of Georgia           | Có       | 3 tập                                         |
| 2012         | I Hate My Teenage Daughter | Có       | 3 tập                                         |
| 2012         | Happily Divorced           | Có       | 2 tập                                         |
| 2010-2012    | Melissa & Joey             | Có       | 9 tập                                         |
| 2012         | Whitney                    | Có       | 1 tập                                         |
| 2013         | Men At Work                | Có       | 2 tập                                         |
| 2014         | Undateable                 | Có       | 1 tập                                         |
| 2014         | Partners                   | Có       | 2 tập                                         |
| 2013-2014    | Instant Mom                | Có       | 2 tập                                         |
| 2013-2014    | Anger Management           | Có       | 11 tập                                        |
| 2015         | Ground Floor               | Có       | 1 tập                                         |
| 2016         | 2 Broke Girls              | Có       | 2 tập                                         |
| Lấy từ IMDb. |                            |          |                                               |